# Ryse: Son of Rome
Ryse: Son of Rome (précédemment connu sous les noms Codename Kingdoms, puis Ryse) est un jeu vidéo à la troisième personne développé par le studio allemand Crytek et publié par Microsoft Studios. Le jeu sort sur Xbox One le 22 novembre 2013 puis sur Windows le 10 octobre 2014.

## Synopsis
Le joueur est plongé dans l'époque de la Rome antique.
Le héros principal que vous incarnez, Marius Titus, est un soldat de l’Empire romain. Ivre de colère et assoiffé de vengeance à la suite de l'assassinat de sa famille par les barbares, Marius embarque avec la légion pour la Britannia (l’actuelle Angleterre), pour se venger des responsables de ces meurtres. Mais les apparences sont parfois trompeuses et les véritables criminels ne sont peut-être pas ceux qu’on croit….

## Système de jeu
Ryse: Son of Rome est un beat them all. Il vous place dans la peau de Marius Titus, soldat de l’Empire romain, vous donnant la possibilité d'utiliser des armes classiques de l'Antiquité comme le gladius, le bouclier, le pillum, le scorpion et la balliste.
Le système de combat  alterne entre phase d'attaque, de contre, de roulade et de coup de 
bouclier. Le jeu inclut un système d'exécution qui se déclenche aléatoirement.

## Accueil
- Canard PC : 4/10[1]
- Destructoid : 5/10[2]
- Electronic Gaming Monthly : 7,5/10[3]
- Game Informer : 6/10[4]
- Gameblog : 6/10[5]
- Gamekult : 5/10[6]
- GamesRadar+ : 3,5/5[7]
- GameSpot : 4/10[8]
- IGN : 6,8/10[9]
- Jeuxvideo.com : 11/20[10]